# Charles Werquin
 (octobre 2024).
Si vous disposez d'ouvrages ou d'articles de référence ou si vous connaissez des sites web de qualité traitant du thème abordé ici, merci de compléter l'article en donnant les références utiles à sa vérifiabilité et en les liant à la section « Notes et références ».
Charles Werquin, né le 20 décembre 1965 à Valenciennes et mort le 16 novembre 2008 à Paris, est un animateur de télévision français.

## Biographie
Charles Werquin est titulaire d'un Master of Business Administration de l'University of Southern California avec une option en télévision.
Charles Werquin a été producteur exécutif de Y'a que la vérité qui compte sur TF1, émission produite par Loribel, la société de Laurent Fontaine et Pascal Bataille où il occupait le poste de directeur du développement.
Charles Werquin a été l'animateur du "Zapping Mondial" dans Coucou de Christophe Dechavanne sur TF1 en 1995 puis de Replay sur MCM (chaîne musicale). Il a été aux côtés d'Alexandre Devoise l'expert de Choc, l'émission sur NT1 pour la saison 2005-2006, puis chroniqueur de Patrice Carmouze sur Cap 24.
En 2007, Charles Werquin achète des espaces publicitaires sur le nouveau réseau social Facebook pour y faire sa promotion de chroniqueur TV.
Charles Werquin est décédé le 16 novembre 2008 à l'âge de 42 ans à la suite d'un malaise selon Purepeople.com.